# Антоновка (Денисовський район)
Анто́новка (каз. Антонов) — село у складі Денисовського району Костанайської області Казахстану. Адміністративний центр Тельманського сільського округу.
Населення —  (2021; 1163 у 2009, 1226 у 1999,  у 1989).